# Louis Emmanuel de Valois de Montmorency
Louis Emmanuel de Valois de Montmorency (Clermont, 1596 – París, 13 de novembre de 1653) va ser un militar francès.
Fill de Charles de Valois i Carlota de Montmorency, va casar-se el 1629 amb Henriette de la Guiche.
Arriba a Catalunya en els primers compassos de la Guerra dels Segadors i hi resta pràcticament fins a la seva mort. El 1642 intervé en la contraofensiva de l’exèrcit francocatalà contra les tropes hispàniques, a les quals s'enfronta a Valls, Lleida i Torres de Segre. L’any 1645  va tenir un paper destacat en la conquesta de Camarasa, la victòria contra el general Cantelmo a Sant Llorenç de Montgai, i la defensa de Castelló de Farfanya. En la campanya de 1646, participa en l’intent infructuós per recuperar Lleida.
Estret col·laborador del general Marchin, planifica amb ell la conquesta de Tortosa (1648). Un any després, és una de les persones que l’arresta acusat de traïció (desembre de 1649).
Montmorency forma part del Consell de defensa de Barcelona en el setge de 1651-52. Una de les primeres opcions que executa per recuperar el control sobre la capital és comandar el batalló de cavalleria que intenta recuperar el convent de Santa Madrona (novembre de 1651).
Poques setmanes abans que capituli Barcelona, es veu obligat a lliurar Blanes al marquès de Mortara (setembre de 1652). El maig de 1653 és capturat i empresonat per l’exèrcit de Felip IV de Castella a Palamós Segons Manel Güell, va morir el 15 de novembre d’aquest any a París.